# Torre (ajedrez)
La torre (♖ ♜), antiguamente llamada «roque», es una pieza mayor de ajedrez, empleada generalmente en la fase final del juego debido a su valor estratégico y táctico, que ha sido ampliamente estudiada en la literatura ajedrecística. Su valor relativo es de aproximadamente cinco puntos, y puede variar en función de su posición en las filas o columnas abiertas, o formaciones estratégicas como baterías.
Al comienzo de una partida, cada jugador tiene dos piezas que son dispuestas en las columnas a y h, en la primera fila, para las blancas, y en la octava para las negras. Rara vez se utiliza en la fase de apertura debido a su baja movilidad en posiciones cerradas. En el medio juego se colocan de modo de ocupar una columna abierta, con el objetivo de atacar al rey del oponente y ocupando la séptima fila enemiga, y en la fase final de la partida puede llegar a ser decisiva contra piezas menores.
Se mueve en líneas rectas en las columnas y filas del tablero no pudiendo, sin embargo, saltar piezas adversarias o aliadas y captura al ocupar el escaque dejado por el oponente. Excepcionalmente, si no ha sido movida, se le permite a una de las torres realizar un movimiento especial llamado enroque con el rey, en el cual la torre puede "saltar" al monarca, ocupando el escaque inmediatamente después de este en el movimiento.
La pieza está presente en la mayoría de las variantes del ajedrez, normalmente en la misma posición inicial del ajedrez occidental, aunque existan diferencias regionales en relación con el nombre. También tiene su movimiento combinado al de otras piezas tales como el caballo, originando nuevas piezas en otras variantes del juego, o puede ser promovida como en el shogi donde su movimiento se combina con el del rey.

## Origen y etimología

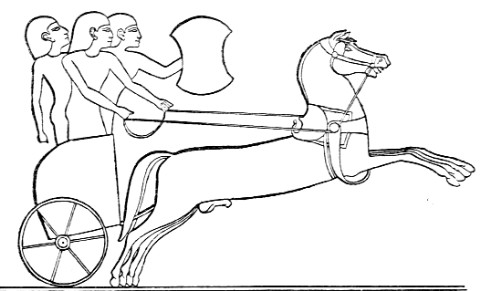
Dibujo ilustrativo del carro de guerra, primera concepción de la pieza.

Una de las leyendas que acompañan a la creación del juego dice que el brahmán Sissa creó el chaturanga, el precursor más antiguo del ajedrez, basándose de las figuras del Ejército de la India e incluyó la Biga, un carro conducido por Caballos muy comunes en aquella época. El movimiento de esta pieza era idéntico al de la torre actual y su nombre en sánscrito era Ratha. De acuerdo a los relatos griegos, esta era la composición del ejército de la India desde el siglo IV La palabra chaturanga que posteriormente nombró la primera versión del juego tiene el significado atribuido a las partes del ejército en Ramayana y en el Mahābhārata en la que el ejército es expresamente llamado hasty-ashwa-ratha-padatam del cual Ratha es la palabra en sánscrito para referirse a un carro de guerra. Cuando los persas asimilaron el juego, el nombre de la pieza fue traducido por la palabra en lengua persa correspondiente Rukh. Hasta la introducción de la Dama, hacia el siglo XV, la torre fue la pieza más fuerte del juego y, al ser amenazada, el jugador atacante alertaba al oponente anunciando shah-rukh en alusión al jaque impuesto al rey.
Los árabes aprendieron el ajedrez con los persas y mantuvieron el nombre Rukh o rukhkh, que tienen con sonoridad semejante a la palabra en árabe para un gigantesco mítico pájaro, conocido en portugués como Roc. Los italianos transliteraron la palabra para rocco con sonoridad semejante a rocca, palabra italiana que significa fortaleza. Esto dio lugar a la tradición de nombrar a la pieza con la palabra con significado de torre en la mayoría de los países europeos, a excepción de Inglaterra, que se transliteró nuevamente el significado de la palabra para Rook. Sin embargo, la pieza es conocida como Castle entre los laicos al juego, en países de habla inglesa, debido a su representación común como una torre o Turret. En la pieza francesa, se llama Tour, en alemán Türm y en neerlandés Kastell.
Sin embargo, en el idioma ruso la pieza se denomina Ladia que significa barco, así como en Indonesia y en Filipinas. lo que sugiere que el juego fue introducido en estas regiones directamente por los persas e indios, respectivamente.
Alrededor de 1527 Marco Girolamo Vida, obispo de Alba, publicó un poema llamado Scacchia Ludus sobre una partida de ajedrez entre los dioses Apolo y Mercurio. Las torres eran fortificaciones en las espaldas de los elefantes y los jugadores de ajedrez europeos tomaron esta descripción, dejando posteriormente a un lado el elefante para el uso normal.
La torre captura piezas en la misma dirección en la que se mueve.

## Arqueología
El origen del actual diseño de la torre acompaña los hechos controvertidos sobre el origen del ajedrez. Los vestigios arqueológicos indios son pobres debido a los materiales de fabricación utilizados y las condiciones del suelo. Los artefactos arqueológicos pérsicos indican que la torre era representada como un carro tirado por tres Caballos y dos jinetes, uno como guía y/o el otro como guerrero armado con espada y escudo, siendo las piezas de Afrasiab el vestigio más antiguo ya encontrado de la pieza.
Cuando los árabes conquistaron Persia y simplificaron el diseño de las piezas siguiendo la prohibición de Islam de representar figuras vivas, el diseño fue modificado, pero se mantuvo el concepto de carro de guerra, propuesto originalmente. En el conjunto de piezas de Ager, la pieza tiene la forma de un bloque rectangular con un profundo corte en la parte superior. Al llegar a Europa, siendo introducido por los árabes por primera vez en Italia y España, el diseño de la pieza ganó su forma actual, probablemente debido a la transliteración de los nombres en árabe rukh e italiano Rocco, con sonoridad de rocca, que significa fortaleza. Otra hipótesis sugiere que la simplificación haya ocurrido a partir de conjuntos de piezas importadas a Alemania e India. Siendo el elefante un animal desconocido para los alemanes, estos nombraron la pieza como Turm, que significa solamente torre.
Sin embargo los diseños de piezas de Lewis, que datan del siglo XII, no traen el diseño -ampliamente difundido en Europa- de la pieza representando una fortaleza. Este conjunto posee en sustitución a la torre, la figura de un soldado empuñando una espada y un escudo. Wichmann sugiere que las piezas son de origen Islandés y que torre tuvo su nombre árabe transliterado nuevamente a hroker, que significa soldado valiente o héroe. Esta es una de las evidencias que han sugerido la refutación del conjunto de Lewis como piezas de ajedrez.

## Movimiento y valor relativo
|       |       |       |       |       |       |       |       |    |  |
|       | a8    | b8    | c8    | d8 xo | e8    | f8    | g8    | h8 |  |
| a7    | b7    | c7    | d7 xo | e7    | f7    | g7    | h7    |    |  |
| a6    | b6    | c6    | d6 xo | e6    | f6    | g6    | h6    |    |  |
| a5    | b5    | c5    | d5 xo | e5    | f5    | g5    | h5    |    |  |
| a4    | b4    | c4    | d4 xo | e4    | f4    | g4    | h4    |    |  |
| a3 xo | b3 xo | c3 xo | d3 rd | e3 xo | f3 xo | g3 xo | h3 xo |    |  |
| a2    | b2    | c2    | d2 xo | e2    | f2    | g2    | h2    |    |  |
| a1    | b1    | c1    | d1 xo | e1    | f1    | g1    | h1    |    |  |
|       |       |       |       |       |       |       |       |    |  |

Gif de movimientos permitidos.

En la posición inicial de las piezas sobre el tablero, cada jugador de ajedrez tiene a su disposición dos torres, posicionadas en a1 y h1, para las blancas, y en a8 y h8, para las negras, aunque en algunas variantes indias más antiguas quedase dispuesto a permanecer en escaques ocupados por los actuales alfiles. Según lo establece la FIDE, en los países de habla hispana y portuguesa la torre se debe representar con la letra T en la notación algebraica, que deben ser utilizadas en los torneos oficiales. En los periódicos y en la literatura se recomienda el uso de figuras o diagramas ( y )
El movimiento de la torre permaneció inalterado a lo largo de la historia del ajedrez, moviéndose en línea recta en las filas y columnas del tablero. En el caso de que no haya sido movida, la torre puede realizar un movimiento especial, llamado enroque, con el rey, con el fin de proteger al monarca y a la conexión de las torres, que refuerza las posiciones de defensa. Al contrario de lo que se podría imaginar, el enroque se puede ejecutar si la torre que desea utilizar en el movimiento estuviera bajo amenaza del oponente, o pasar por un escaque amenazado por una pieza enemiga en el caso del enroque largo, siempre y cuando el escaque amenazado no sea una de los dos escaques cubiertos por el rey durante el movimiento.
Aunque no se le permita a la torre saltar ninguna pieza durante el juego, la ejecución del enroque puede conducir a la errónea interpretación de que la torre salta al rey. Según las leyes del ajedrez, para realizar el enroque, el jugador de ajedrez debe mover primero el rey por dos escaques, indicando así el deseo de realizar el movimiento. Por lo tanto, se puede interpretar que la torre "salta" el monarca, posicionándose en el escaque inmediatamente después. Esta interpretación es errónea ya que inicialmente, se le permitía al rey la ejecución de un salto durante la partida, lo que posteriormente originó el movimiento de enroque. Las normas actuales para el movimiento están dirigidas a formalizar solamente la diferencia entre el movimiento de la torre y la ejecución del enroque.
La torre tiene un valor relativo superior a un alfil o caballo, siendo la diferencia de aproximadamente dos peones, y su captura, por un alfil o caballo que se conoce como "ganancia de calidad", ya que no implica diferencia en la cantidad de piezas sobre el tablero. Dos torres son consideradas un poco más valiosas que la Dama, sobre todo porque se pueden defender fácilmente de los ataques de la misma.
Se considera que el valor relativo de la torre aumenta a la medida que las piezas se intercambian y las posiciones del tablero se vuelven más abiertas. En la fase de apertura y medio juego su valor es de alrededor de cuatro puntos, pero en la fase final dominan las piezas menores y peones, y la torre alcanza un valor de cinco puntos o superior.

## Estrategia
|       |       |       |       |       |       |       |       |    |  |
|       | a8 rd | b8    | c8    | d8 qd | e8    | f8 rd | g8 kd | h8 |  |
| a7 pd | b7 pd | c7    | d7    | e7    | f7    | g7 pd | h7 pd |    |  |
| a6    | b6    | c6 nd | d6 bd | e6 bd | f6 pd | g6    | h6    |    |  |
| a5    | b5    | c5 pd | d5    | e5 pd | f5    | g5    | h5    |    |  |
| a4    | b4    | c4    | d4    | e4 pl | f4    | g4    | h4    |    |  |
| a3    | b3    | c3 pl | d3 pl | e3 bl | f3 nl | g3    | h3    |    |  |
| a2 pl | b2 pl | c2    | d2    | e2 ql | f2    | g2 pl | h2 pl |    |  |
| a1 rl | b1    | c1    | d1 nl | e1    | f1 rl | g1 kl | h1    |    |  |
|       |       |       |       |       |       |       |       |    |  |

En fase de apertura las torres no están protegidas, por lo que es común y deseable conectarlas en la primera fila mediante el enroque y retirar todas las piezas de la primera fila, excepto el rey y las torres. En esta posición, después del enroque, las torres están protegidas y se pueden mover fácilmente para amenazar columnas más favorables.
Un objetivo común es colocar las torres en la primera fila de una columna abierta, pues así los peones no se obstruyen para ninguno de los dos jugadores, una fila semiabierta, obstruidas únicamente por peones aliados. Desde esta posición, la torre se encuentra relativamente protegida al riesgo de ataque y puede controlar cada escaque en la fila. En caso de que una fila sea particularmente importante, el jugador de ajedrez puede mover la torre en esta columna y colocar la otra en la primera fila, doblándolas. Cuando se alinean las torres y la dama en la misma columna, la formación recibe el nombre de Cañón de Alekhine. Una torre en la séptima fila, la segunda del oponente, es normalmente muy poderosa, pues amenazan a los peones no avanzados y cercan al rey enemigo, siendo esta posición considerada una compensación ventajosa para un peón. Mover la torre para una columna cerrada, a veces desalienta al oponente a avanzar sus piezas, ya que podría liberar a la torre. Este movimiento, llamado movimiento misterioso de la Torre, fue acuñado por Nimzowitsch que hacía hincapié en la utilidad de la maniobra.
Al final de la partida, la torre se hace más valiosa, ya que puede apoyar al avance de peones pasados a la octava fila. En esta situación, se debe colocar detrás del peón de acuerdo con la regla de Tarrasch, a pesar de que existan excepciones a la regla. Al ser capaz de, con la ayuda de su rey, aplicar el jaque mate a un Rey solitario, es considerada una pieza mayor, alcanzando la posición ganadora en por lo menos 15 propuestas.

### Sacrificio doble de las torres
|       |       |       |       |       |       |       |       |       |  |
|       | a8 rd | b8 nd | c8 bd | d8    | e8    | f8    | g8 nd | h8 rd |  |
| a7 pd | b7 pd | c7    | d7 kd | e7    | f7 bl | g7 pd | h7 pd |       |  |
| a6    | b6    | c6 pd | d6 pd | e6    | f6    | g6    | h6    |       |  |
| a5    | b5    | c5    | d5    | e5    | f5    | g5    | h5    |       |  |
| a4    | b4    | c4    | d4    | e4 pl | f4 bl | g4    | h4    |       |  |
| a3    | b3    | c3 nl | d3 pl | e3    | f3 ql | g3    | h3    |       |  |
| a2 pl | b2    | c2 pl | d2 kl | e2    | f2    | g2 pl | h2 pl |       |  |
| a1    | b1    | c1    | d1    | e1    | f1    | g1    | h1 qd |       |  |
|       |       |       |       |       |       |       |       |       |  |

Un sacrificio ampliamente estudiado y arriesgado en una partida implica el sacrificio pasivo de ambas torres, normalmente antes del enroque, posición en la cual solo las torres y el rey están en la primera fila. Este sacrificio implica la pérdida de ocho a diez puntos, el valor relativo de las torres, y debe tener una buena compensación de tiempo y espacio en el avance sobre el rey adversario. En contrapartida, este sacrificio aleja a la Dama oponente del juego, porque una vez que esta es utilizada en la captura de las torres, queda lejos de las posiciones defensivas de su propio rey facilitando así el contraataque rival.
El primer registro histórico de tal sacrificio ocurrió en 1788 en una partida ocasional entre Thomas Bowdler, un físico británico, y Henry Seymour Conway, un soldado y político británico. Bowdler, con las blancas, inicia el sacrificio de sus torres en el noveno movimiento en busca de posiciones más abiertas sobre el rey del oponente, iniciando un rápido contraataque con los alfiles y la Reina, que deja a la Dama negra inactiva en h1.
Nota: El texto en negrita destaca los movimientos de la partida.
1.e4 e5 2.Bc4 Bc5 3.d3 d6 4.De2 c6 5.f4 exf4 6.Bxf4 Db6 7.Df3 Dxb2 8.Bxf7+ Rd7 9.Ce2 Dxa1 10.Rd2 Bb4+ 11.Cbc3 Bxc3+ 12.Cxc3 Dxh1 que llegó a la posición del diagrama y continúa con 13.Dg4+ Rc7 14.Dxg7 Cd7 15.Dg3 b6 16.Cb5+ cxb5 17.Bxd6+ Rb7 18.Bd5+ Ra6 19.d4 b4 20.Bxb4 Rb5 21. c4+ Rxb4 22.Db3+ Ra5 23.Db5++.
Otro sacrificio raro que implica la pieza implica explorar la debilidad de los escaques f2 y f7 que normalmente están defendidas solamente por el rey en la fase de apertura de la partida. Aunque sean ejecutados sacrificios semejantes con otras piezas, es poco frecuente la oportunidad de utilizar la torre debido a la dificultad de abrir la columna f en el inicio del juego.

## La figura de la torre en otras variantes
La torre está presente en la mayoría de Las variantes de ajedrez, normalmente en la misma posición inicial del ajedrez occidental. Sin embargo, las combinaciones de movimientos con otras piezas, tales como el caballo originan piezas no ortodoxas como el Canciller. Las variantes regionales como el shōgi y el Xiangqi también poseen la pieza aunque el nombre sea Biga, basado en el origen indio del juego.